# 리비아 인민해방군
리비아 인민해방군(아랍어: جيش التحرير الوطني الليبي; jaysh al-taḥrīr al-waṭanī al-lībī)은 리비아 과도인민위원회의 군대다. 2011년 리비아 봉기의 과정에서 반정부 측으로 돌아선 군인들과 시민 자원자들로 구성되었으며, 그 과정에서 AK-47, 대공포, 트럭 등을 입수하였다.

## 같이 보기
- 리비아 아랍 자마히리야군